# Ippei Watanabe
Ippei Watanabe (født 28. september 1969) er en tidligere japansk fodboldspiller.
Han har spillet for flere forskellige klubber i sin karriere, herunder Yokohama Flügels.